# Grupo de Exércitos Don
O Grupo de Exércitos Don foi um exército alemão de curta duração, que operou entre Novembro de 1942 e Fevereiro de 1943 (passando a chamar-se Grupo de Exércitos Sul) com forças do Grupo de Exércitos B, e que teve como líder o general Erich von Manstein. O seu objectivo era ajudar a retirada do 6.º Exército que tinha ficado cercado pelas forças soviéticas na sequência da Batalha de Estalinegrado.